# Amphotis depressa
Espèce
Amphotis depressa est une espèce fossile de coléoptères de la famille des Nitidulidae.

## Classification

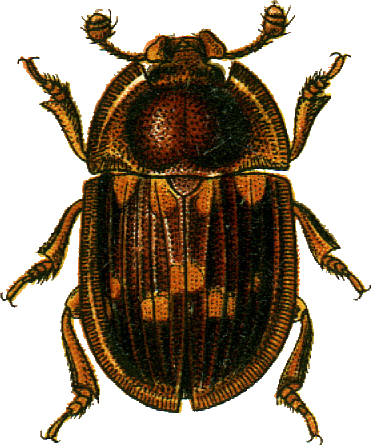
Amphotis marginata espèce sœur vivante.

L'espèce Amphotis depressa a été publiée en 1937 par le paléontologue français Nicolas Théobald (1903-1981). 

### Holotype fossile
Cet holotype R340, de l'ère Cénozoïque, et de l'époque Oligocène (33,9 à 23,03 Ma.) fait partie de la collection Mieg conservée au musée d'histoire naturelle de Bâle en Suisse et vient de du gisement de Kleinkembs.

### Sous-famille
L'espèce a été décrite comme appartenant à la sous-famille Nitidulinae.

### Étymologie
L'épithète spécifique depressa signifie en latin « déprimé ».

## Description

### Caractères
La diagnose de Nicolas Théobald en 1937, :

« Insecte couché sur le ventre et vu de la face dorsale. La partie inférieure du corps apparaît plus ou moins par transparence.
L'insecte de couleur brun jaunâtre, pattes jaunâtres, yeux noirs, a 5,25 mm de longueur; le prothorax a une longueur de 1,15 mm et 2,5 mm de largeur; les élytres ont 3,40 mm de longueur et 3 mm de largeur. ».

« Tête légèrement trapézoïdale; vertex peu bombé; sur le côté deux yeux noirs arrondis; front aplati, légèrement incliné vers le bas, orné de fines granulations. La partie antérieure de la tête est légèrement en retrait par rapport à la partie postérieure, à cet endroit se trouvaient fixées les antennes; elles manquent sur l'échantillon. Tête engagée dans le prothorax qui est fortement échancré à l'avant. Angles antérieurs du pronotum saillants et aigus; côtés latéraux convexes, s'évasant vers l'arrière; côté postérieur à double sinuosité, les coins postérieurs en angles droits; surface finement ponctuée. On voit par transparence les hanches i écartées, en arrière les épimères en forme de lentilles biconvexes. Élytres bombés avec un rebord aplati, ce rebord n'est net que sur le côté droit arrière; surface chagrinée, nombreuses ponctuations fines et irrégulières; carènes étroites à arête saillante et continue. il y en a 3 bien visibles et probablement une 4e plus marginale et effacée par la fossilisation. Pattes III avec cuisse renflée, tibia allongé avec une gouttière, tarse dont deux articles courts sont encore visibles. »

### Affinités
La forme est voisine d'Amphotis marginata Fabr., mais le rebord du prothorax et des élytres est moins net. 

## Biologie
« Il est probable que A. depressa vivait en commensal avec les fourmis, comme nous l'observons de nos jours. ».

## Publication originale
- [1937] Nicolas Théobald, « Les insectes fossiles des terrains oligocènes de France 473 p., 17 fig., 7 cartes,13 tables, 29 planches hors texte », Bulletin Mensuel de la Société des Sciences de Nancy et Mémoires de la Société des sciences de Nancy, Imprimerie G. Thomas,‎ 1937, p. 1-473 (ISSN 1155-1119 et 2263-6439, OCLC 786027547). .